# Arteria dorsalis pedis
De arteria dorsalis pedis is een slagader die zuurstofrijk bloed naar de voet voert. De slagader begint bij de arteria anterior tibialis, ligt op de voetrug tussen de grote teen en de teen ernaast. Aan deze slagader kan men vrij makkelijk de polsslag voelen.